# Alamanno Pecchioli
Alamanno Pecchioli (Sesto Fiorentino, ... – 30 giugno 1748) è stato un presbitero e letterato italiano.
Proveniente da San Martino a Sesto, fu cappellano e curato nella Basilica di San Lorenzo a Firenze. Morì all'età di più di ottanta anni.
La sua opera Tractatus peregrinarum recentiumque quaestionum Alamanni Antonii Pecchioli Presbyteri Florentini, occasione accepta a singulari libro "De eruditione Apostolorum", et a "Commentario de recta Christianorum", in eo quod Mysterium Divinae Trinitatis adtinet, sententia, evulgatis per Excellentissimum Joannem Lami, Venetiis, 1748, fu, appunto, da lui scritta in risposta al libro di Giovanni Lami De eruditione Apostolorum.